# BSA – Bund sozialdemokratischer AkademikerInnen, Intellektueller und KünstlerInnen
Der Bund Sozialdemokratischer AkademikerInnen, Intellektueller und KünstlerInnen (kurz BSA) ist eine österreichische Interessenvertretung. Der Verein wurde 1946 als Bund sozialistischer Akademiker gegründet. Er versteht sich nach eigener Definition als „offenes Forum für Akademiker, Intellektuelle und Künstler, die sich der sozialdemokratischen Bewegung zugehörig fühlen oder mit ihr sympathisieren“. Sein Ziel sei es, „Bestrebungen nach Freiheit, Gleichheit, Gerechtigkeit und Solidarität zu fördern und zu verwirklichen“.

## Geschichte
Bereits kurz nach Gründung der österreichischen Sozialdemokratie in der Monarchie entstanden Vorläuferorganisationen des Bundes Sozialdemokratischer AkademikerInnen, Intellektueller und KünstlerInnen, schon damals landesweit tätige sozialdemokratische Akademiker- und Studentenvereinigungen, die auch in der Ersten Republik ihre Fortsetzung fanden.
Am 9. Mai 1946 wurde der Verein „Bund sozialistischer Akademiker“ bei der Vereinsbehörde angemeldet. Über die Ziele des BSA heißt es im Bericht der konstituierenden Sitzung: „Es ist ein erster Versuch, dessen Ziele in drei Richtungen liegen. Die sozialistische Partei ist im Begriffe, Staatspartei dieses Landes zu werden. Sie ist nicht länger allein die Partei der Arbeiter und Angestellten, sondern aller anderen Schichten, die sich um diesen Kern gruppieren. Dieses Eindringen in die Schichten der Intellektuellen muss der Bund Sozialistischer Akademiker organisieren. Die Aufgabe ist nicht, ein Diskutierklub zu sein, sondern die Intellektuellen zu gewinnen. Ferner gilt es, Fachleute zu stellen.“
Zentral hierfür war es, die bereits bestehenden sozialistischen Akademikerorganisationen wie etwa die Sozialistische Ärztevereinigung, den Verband sozialistischer Ingenieure oder die Vereinigung sozialistischer Juristen unter einem Dach zusammenzuschließen. Nach der Gründung des BSA für Wien, Niederösterreich und Burgenland formierten sich im Herbst 1946 die Landesorganisationen Steiermark und Oberösterreich, 1947 in Salzburg, Tirol und Vorarlberg, 1948 in Kärnten.
Präsident im ersten Jahr des Bestehens des BSA war Alfred Migsch, der jedoch 1947 das Energieministerium übernahm und als Präsident ausschied. Ihm folgten 1947 Theodor Körner, 1950 Karl Waldbrunner, 1973 Leopold Gratz, 1990 Sepp Rieder, 2002 Caspar Einem, 2008 Maria Berger, 2009 geschäftsführend Wolf Frühauf und 2010 Andreas Mailath-Pokorny.

### Umgang mit ehemaligen Nationalsozialisten
Die Durchdringung des BSA mit ehemaligen Nationalsozialisten nach 1945 sorgte vielfach für Kritik. So meinte etwa Simon Wiesenthal: „Der Bund Sozialistischer Akademiker (BSA) hieß unter Kennern bis in die sechziger Jahre nur BSS.“ Und selbst Bruno Kreisky erinnerte daran, dass „von boshaften Leuten BSA als B-SA ausgesprochen wurde, weil eine große Zahl der Mitglieder bei der SA gewesen sein soll“
Da die SPÖ-Führung nach 1945 auf eine systematische Rückholung ihrer vertriebenen Parteifunktionäre verzichtete, stellte sie vor dem Hintergrund der gesamtgesellschaftlich rückläufigen Entnazifizierung die Weichen in Richtung Öffnung des BSA gegenüber den ehemaligen Nationalsozialisten. Ab Anfang 1947 begann der BSA mit dem Werben um ehemalige Nationalsozialisten. Während in den westlichen Bundesländern (Salzburg, Oberösterreich, Steiermark, Tirol) infolge des spürbaren Mangels an technischen und wirtschaftlichen Fachkräften die Aufnahme der Nazis stark forciert wurde, gab es vor allem in den Wiener Fachverbänden mit dem größten Anteil an ehemaligen KZ-Häftlingen, Widerstandskämpfern und Emigranten kritische Stellungnahmen zu dieser Integration. 1948 bestand der BSA Steiermark zu 70 % aus registrierungspflichtigen Mitgliedern nationalsozialistischer Organisationen, in Oberösterreich waren 58 % der BSAler Ex-Nazis, in Salzburg 26 % und selbst in Wien waren 15 % der Mitglieder ehemalige Nazis, wobei etwa der Wiener Fachverband der Ärzte allein 126 registrierte ehemalige Nationalsozialisten bei einem Mitgliederstand von 365 Personen aufwies.
Für öffentliche Aufmerksamkeit sorgte Jahrzehnte später der Fall des Arztes und BSA-Mitglieds Heinrich Gross, der während der NS-Diktatur in Österreich als Arzt im Rahmen des Euthanasie-Programmes am Spiegelgrund an der Tötung von neun behinderten Kindern mitgewirkt haben soll, jedoch nie rechtskräftig verurteilt wurde. Nach dem Krieg machte er erfolgreich unter anderem als Gerichtsmediziner Karriere und war dabei Mitglied der SPÖ und des BSA.
Im Jahr 2005 arbeitete der BSA seine historische Rolle nach 1945 mit dem Dokumentationsarchiv des österreichischen Widerstands im Rahmen eines Forschungsauftrages und mit der Herausgabe des Buches Der Wille zum aufrechten Gang wissenschaftlich auf.

### Der BSA heute
Der BSA sieht sich als eine Organisation, die von sozialdemokratischem Gedankengut geprägt ist. 2010 wurde der damalige Wiener Stadtrat Andreas Mailath-Pokorny zu ihrem Präsidenten gewählt und 2016 im Amt bestätigt.
In seiner Präsidentschaft legt er einen Fokus auf die Rolle des BSA als Impulsgeber und Think-Tank zu stärken. Zu diesem Zweck wurden Jahresschwerpunkte im BSA geschaffen, wodurch die breite inhaltliche Expertise im BSA wieder verstärkt Eingang in die öffentliche und parteiinterne Diskussion gefunden hat. Insbesondere die Ausarbeitung eines umfassenden Bildungsprogramms, das den gesamten Bildungsbereich abdeckt – von Kindergarten über Schule und Hochschule bis zum lebensbegleitenden Lernen – sei an dieser Stelle erwähnt. Darüber hinaus ist es Ziel des Präsidenten, den BSA wieder als Gesamtverband zu stärken, indem fachgruppenübergreifende Veranstaltungsformate wie die BSA Lectures und BSA Kontrovers ins Leben gerufen wurden, ebenso wie ein zentrales Exkursionsprogramm, die BSA Erkundungen, zur informellen Vernetzung der Mitglieder untereinander.
2021 stiftete der BSA den mit 10.000 Euro dotierten Dr.in Sabine Oberhauser Preis und 2022 den Dr. Caspar Einem-Preis für innovative und angewandte Sozialforschung. Erste Preisträger (2022) wurden Julia Ebner und Johannes Siegmund.

## Gliederung
Die Gliederung des BSA ist sowohl vertikal als auch horizontal. Die Wiener Fachgruppen und die Bundesländerorganisationen sind primär nach regionalen und themenorientierten Prinzipien gegliedert.
Fachgruppen sind derzeit (2018/2019):
- Bundesfachgruppe Medienberufe im BSA
- Gesellschaft für Geistes- und Sozialwissenschaften
- Sozialdemokratische Ärztinnen und Ärzte
- Verband sozialdemokratischer Ingenieure Wiens
- Verband Sozialdemokratischer Offiziere und Beamter des Bundesheeres
- Verein für Gesellschafts- und Wirtschaftswissenschaften
- Verein für Psychologie, Pädagogik und Psychotherapie
- Vereinigung sozialdemokratischer Angehöriger in Gesundheits- und Sozialberufen
- Vereinigung Sozialdemokratischer Juristinnen und Juristen
- Vereinigung sozialdemokratischer Künstler und Kulturschaffender
- Vereinigung Sozialdemokratischer Lehrerinnen und Lehrer an allgemeinbildenden höheren Schulen
- Vereinigung Sozialdemokratischer Lehrerinnen und Lehrer an berufsbildenden mittleren und höheren Schulen
- Vereinigung Sozialdemokratischer Maturantinnen und Maturanten
- Sozialdemokratische TierärztInnen und NaturwissenschafterInnen
- Vereinigung sozialdemokratischer Universitäts- und FachhochschullehrerInnen im BSA

Neben diesen Fachgruppen existieren eigene Interessengruppen für Frauen, Junge, Europa, ÖBB und Senioren. Sie sind quer durch die Fachgruppen und Länderorganisationen etabliert.
Neben den Fach- und Interessensgruppen existieren eigene Unterorganisationen in acht österreichischen Bundesländern. In Wien sind darüber hinaus 21 BSA-Bezirksgruppen präsent und leisten einen wichtigen Beitrag zur Verankerung des BSA und seiner Werte in den Bezirksparteien vor Ort.

## BSA-Arbeit in der Praxis
Der BSA unterstützt die Arbeit der Sozialdemokratischen Partei Österreichs durch die Entfaltung einer regen Veranstaltungstätigkeit. Aufgrund seiner dezentralen Organisation wird den einzelnen Gruppen (sowohl den fachlichen, als auch den Bezirksgruppen) dabei viel Freiraum gewährt.
Zwar gehen wesentliche Impulse von der „Zentrale“ des Generalsekretariats aus, z. B. Veranstaltungsreihen wie die BSA Lectures und die BSA Erkundungen. Die meisten Veranstaltungen und Aktionen beruhen aber bewusst auf Eigeninitiative der einzelnen Gruppen.
In unregelmäßigen Abständen werden Informationsveranstaltungen zur aktuellen Politik, zu Entwicklungen in der Partei und gesellige Zusammentreffen organisiert. Durch das Setzen von Jahresschwerpunkten soll die Einbindung akademisch gebildeter Menschen mit sozialer und menschlicher Gesinnung in das politische System unterstützt und zu kritischer Reflexion angeregt werden.

## Funktionäre

### Bundesvorsitzende
- Andreas Mailath-Pokorny, Präsident (seit 13. Nov. 2010)
- Wolf Frühauf, geschäftsführender Präsident 2009–2010[13]
- Maria Berger, Präsidentin 2008–2009
- Caspar Einem, Präsident 2002–2008
- Sepp Rieder, Präsident 1990–2002
- Leopold Gratz, Präsident 1973–1990
- Karl Waldbrunner, Präsident 1950–1973
- Theodor Körner, Präsident 1947–1950
- Alfred Migsch, Präsident 1946–1947

### Mitglieder des Präsidiums
- Barbara Auracher-Jäger
- Günther Sidl
- Stefan Etzelstorfer
- Ludwig Kramer
- Peter Lux
- Johann Moser
- Doris Kampus

### Generalsekretärin
- Franziska Führer

### Finanzreferent
- Richard Bock

### Landesvorsitzende
- Burgenland: Claudia Schlag und Michael Gerbavsits
- Kärnten: Markus Krainz
- Niederösterreich: Günther Sidl
- Oberösterreich: Stefan Etzelstorfer
- Salzburg: Josef Pultar
- Steiermark: Doris Kampus
- Tirol: Walter Peer
- Vorarlberg: Thomas Hopfner
- Wien: Andreas Mailath-Pokorny

## Publikationen
- Vom BSA wird halbjährlich die Vereinszeitschrift Akzente herausgegeben. Vorgänger der Akzente ist Der sozialistische Akademiker.[14]
- Das Monatsprogramm des BSA erscheint monatlich.
- BSA Visionen – Ideen & Konzepte für ein neues SPÖ-Parteiprogramm[15]

## Belege
1. ↑  Simon Wiesenthal: Recht, nicht Rache. Frankfurt/Main-Berlin 1988, S. 355.
2. ↑  Bruno Kreisky: Im Strom der Politik. Der Memoiren
zweiter Teil. Wien 1988, S. 210.
3. ↑  Zeitgeschichte: Die rote Nazi-Waschmaschine. In: profil.at. 15. Januar 2005, abgerufen am 19. September 2019.
4. ↑  Wolfgang Neugebauer, Peter Schwarz: Der Wille zum aufrechten Gang. Hrsg.: Bund sozialdemokratischer Akademiker, Intellektueller und Künstler. Czernin Verlag, Wien 2005, ISBN 3-7076-0196-X, S. 64 (bsa.at [PDF; 904 kB; abgerufen am 4. März 2022]).
5. ↑  Martin Ladstätter: Heinrich Gross ist gestorben – Das erwartete Ende eines Nachkriegsskandals. In: bizeps.or.at. 22. Februar 2006, abgerufen am 23. März 2018.
6. ↑  Grundsätze. In: BSA.at. Abgerufen am 19. September 2019.
7. ↑  Ernst Kainersdorfer: Andreas Mailath-Pokorny. In: wienerrathaus.at. Archiviert vom Original am 28. Mai 2015; abgerufen am 3. September 2019.
8. ↑  BSA: Andreas Mailath-Pokorny mit 99 Prozent als Präsident des Bundes Sozialdemokratischer AkademikerInnen wiedergewählt. Presseaussendung. In: ots.at. BSA, 8. Oktober 2016, abgerufen am 3. Oktober 2019.
9. ↑  BSA-Bildungsmanifest – Leistung statt Herkunft. (PDF; 126 KB) In: bsa.at. Abgerufen am 26. September 2019.
10. ↑  BSA stiftet zum 75er Sabine Oberhauser-Preis! In: ots.at. 6. Mai 2021, abgerufen am 8. Mai 2021.
11. ↑  BSA stiftet Dr. Caspar Einem-Preis! In: ots.at. 1. März 2022, abgerufen am 2. März 2022.
12. ↑  Caspar Einem-Preis des BSA: erstmalige Verleihung. Pressemitteilung des BSA. In: ots.at. 17. November 2022, abgerufen am 17. November 2022.
13. ↑  BSA Akzente. In: bsa.at. Abgerufen am 15. Dezember 2018.
14. ↑  BSA Visionen. In: bsa.at. Abgerufen am 21. September 2019.